# علی‌محمد اکبری
علی‌محمد اکبری سرتیپ دوم سپاه پاسداران انقلاب اسلامی است، که در فاصله سال‌های ۱۳۹۵ تا ۱۴۰۴ فرماندهی سپاه قمر بنی‌هاشم چهارمحال و بختیاری را برعهده داشت.
وی فعالیت نظامی را در خلال جنگ ایران و عراق در نیروی زمینی سپاه پاسداران آغاز کرد و مراتب فرماندهی را در تیپ ۴۴ قمر بنی‌هاشم طی نمود. او از جانبازان جنگ است. 
اکبری از ۱۳۸۷ تا ۱۳۸۸ معاون هماهنگ‌کننده و رئیس ستاد سپاه قمر بنی‌هاشم چهارمحال و بختیاری بود، در فاصله سال‌های ۱۳۸۸ تا ۱۳۹۴ فرماندهی تیپ ۴۴ قمر بنی‌هاشم را برعهده داشت و از ۱۳۹۴ تا ۱۳۹۵ به‌عنوان جانشین فرمانده سپاه قمر بنی‌هاشم چهارمحال و بختیاری فعالیت می‌کرد.